# آب سخت

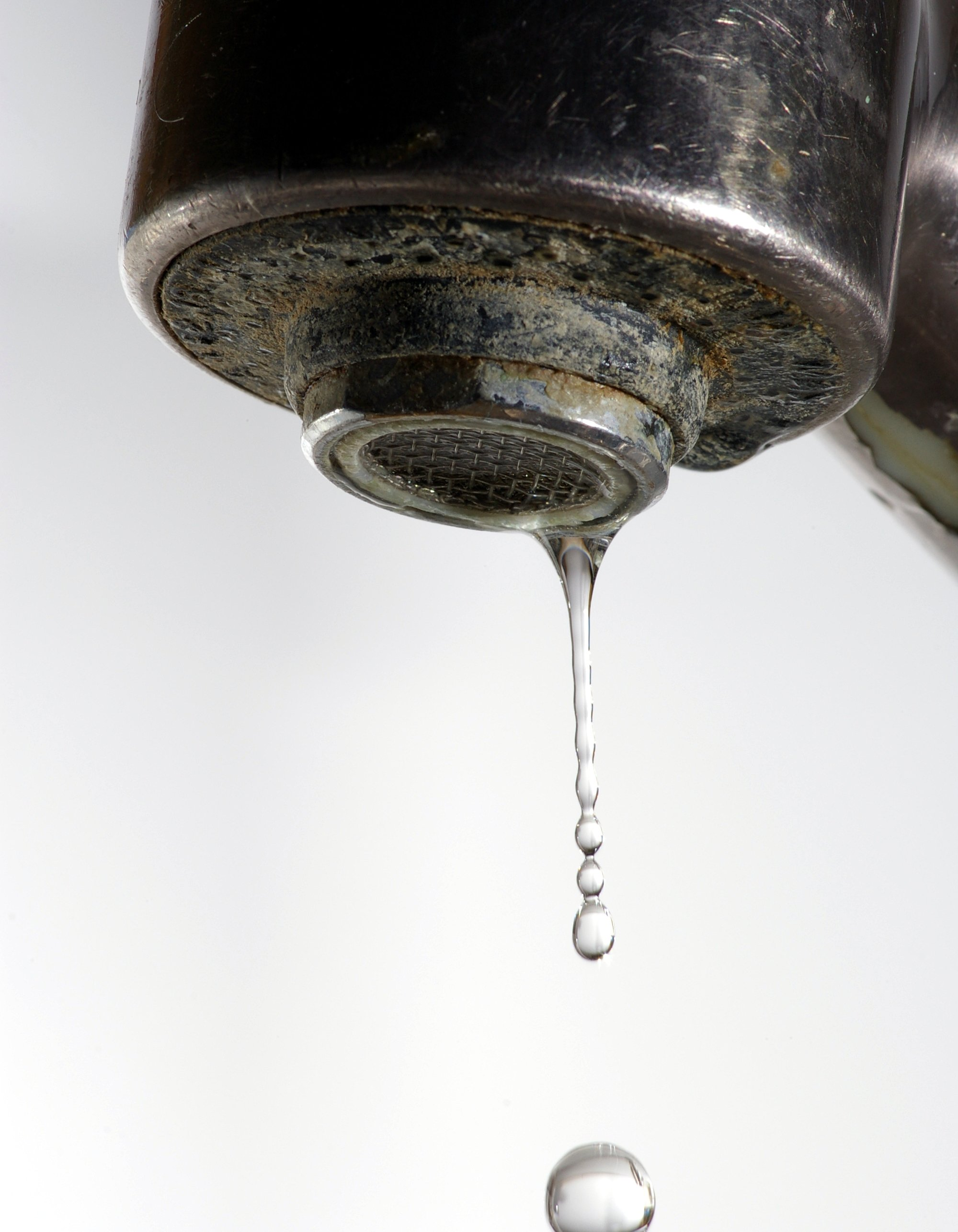
سختی آب به آهکی‌شدن می‌انجامد.

آب سخت (به انگلیسی: Hard water) آبی‌است که دارای نمک‌های معدنی همچون ترکیب‌های بی‌کربنات، یون‌های کلسیم، منیزیم و دیگرهاست.
سختی آب بر دو گونه است: دائمی و موقت.
سختی به‌طور عمده بر پایه دو فلز منیزیم و کلسیم سنجیده می‌شود. به‌طور کلی عوامل سختی کاتیون‌ها می‌باشند. یون‌هایی مانند آلومینیم، آهن، منگنز و روی در سختی آب شرکت می‌کنند ولی کلسیم و منیزیم به مقدار زیاد هستند و کاتیون‌های دیگر یا نیستند یا به مقدار بسیار کم هستند. سختی کل (TH) مجموع مقدار کلسیم (Ca) و منیزیم (Mg) است.
سختی دائم یا سختی ناکربناتی (Noncarbonated Hardness) شامل سختی بی نمک‌های بی‌کربناتی (مانند کلرید، سولفات و غیره) می‌باشد. سختی موقت یا سختی کربناتی (carbonated Hardness) شامل بی‌کربنات کلسیم و منیزیم است و از تفاوت سختی کل (TH) و سختی دائم به‌دست می‌آید.

## تغییرات سختی آب
میزان شدت سختی آب، به بستر جریان آب در سطح و زیر زمین بستگی دارد.
آب‌های نواحی آهکی سختی زیادتری تا آب‌های نواحی گرانیتی یا شنی دارند. سختی آب در طول زمان نیز تغییرپذیر است. معمولاً سختی آب‌ها در فصل باران، کم و در فصل خشکی، زیاد می‌شود؛ و بعضی مواقع هم در فصول پر باران و مرطوب مثل غارها ایجاد شود.

## مضرات آب سخت
آب سخت موجب از دست دادن طعم و مزه نوشیدنی‌ها می‌شود.
دیر پخته شدن و سفتی حبوبات با آب سخت از دیگر عوارض آن است.
به علاوه، آب سخت به جداره دیگهای بخار آسیب زده، باعث خوردگی و ایجاد قشر آهکی بر روی جداره دیگ‌ها و تأسیسات مرتبط می‌شود.
خوب کف نکردن صابون از دیگر اثرات سختی آب است که موجب افزایش مصرف صابون نیز می‌شود. 
افزایش هزینه‌های تعمیر و نگهداری سیستم لوله‌کشی خانه، باقی ماندن لایه‌هایی از صابون بر روی پوست پس از استحمام، با وجود سختی بیش از اندازه آب، بروز مشکلات گوارشی و به وجود آمدن سنگ کلیه از دیگر مضرات آب سخت است.
آب سخت می‌تواند به تنهایی عامل اصلی ریزش مو و ایجاد انواع بیماری‌های پوستی در افراد باشد.

## رفع سختی آب
در تجارت مواد شیمیایی گوناگونی برای رفع سختی آب به فروش می‌رسد که دارای سدیم کربنات هستند. این مواد سختی آب را قبل از ورود به دیگ‌ها می‌گیرند یا در دیگ بر اثر افزودن این مواد آهک و گچ را رسوب می‌دهند و دیگر این رسوب محکم به جدار دیگ نمی‌چسبد و به اصطلاح آن را نرم می‌کنند. به طوری که می‌توان آن را به آسانی پاک نمود.
روش متداول برای حذف سختی آب (یون‌های کلسیم و منیزیم) استفاده از سختی گیرهای رزینی می‌باشد.  
رایج‌ترین روش سختی‌گیری آب، اسمز معکوس نام دارد. اسمز معکوس فرایند تصفیه آب است که در آن از فشار برای معکوس کردن جریان اسمزی آب از درون یک غشای نیمه‌تراوا جهت تولید آب خالص و حذف یون‌ها استفاده می‌شود.غشای نیمه تراوا یک توری یا صافی است که اجازه عبور آب از داخل منافذ خود را می‌دهد ولی مانع عبور املاح، مواد محلول، باکتری‌ها و مواد بیماری‌زا می‌گردد.
اسمز (Osmosis) پدیده ای طبیعی و بسیار مهم در طبیعت است. این فرایند زمانی رخ می‌دهد که یک محلول رقیق در مجاورت یک محلول غلیظ قرار می‌گیرد.

## راه حل سختی آب
از آنجا که آب از طریق لوله‌کشی عبور می‌کند و سپس وارد شیرهای آب، حمام، دستگاه میکسر، ماشین لباسشویی، آبگرمکن، دیگ بخار و ماشین ظرفشویی و .. می‌شود، مواد معدنی سخت در طی مسیر رسوب می‌کند. در ابتدا، این تجمع کوچک بی‌ضرر هستند، اما با گذشت زمان، این رسوبات باعث گرفتگی مسیر لوله‌های ساخته شده می‌شوند و درنهایت لوله‌ها را مسدود می‌کنند. در موارد متعدد، رسوبات آب سخت می‌توانند جریان آب را به طرز چشمگیری محدود کنند و این افت فشار بی‌رویه بر کل سیستم لوله‌کشی تأثیر می‌گذارد.
آب سخت یک مشکل شایع و بالقوه جدی به حساب می‌آید. خوشبختانه یک راه حل مؤثر و نسبتاً مقرون به صرفه وجود دارد و آن استفاده از سختی گیر رزینی (نرم‌کننده آب) می‌باشد.
سختی گیر رزینی، جهت تولید آب RO به کار برده می شود. در صنعت وقتی از سختی گیر  صحبت می شود منظور سختی گیر رزینی است. در این دستگاه ها از طریق تبادل یونی، سختی آب گرفته می شود. انواع دیگری از سختی گیر، مانند پلی فسفات (برای مصرف خانگی) و مغناطیسی هم وجود دارد.
یکی دیگر از روش‌های کاهش سختی آب استفاده از [سختی گیر مغناطیسی] است که امروزه نسبت به سایر سختی گیر‌ها، کاربرد زیادی دارد.

## درجهسختی آب
درجه سختی آب از روی مقدار کلسیم و منیزیم موجود در آن تعیین می‌شود.
درجه‌بندی شدت میزان سختی آب، استاندارد مشخص ندارد و در نقاط مختلف دنیا متفاوت است.
در آلمان اگر آبی ده میلی‌گرم CaO در یک لیتر داشته باشد می‌گویند درجه سختی آب یک است. در فرانسه اگر آبی در یک لیتر ده میلی‌گرم کربنات کلسیم یا همسنگ آن کربنات منیزیم داشته باشد می‌گویند که یک درجه سختی دارد. در انگلستان اگر آبی ده میلی‌گرم کربنات کلسیم یا همسنگ آن کربنات منیزیم در ۰٫۷ لیتر داشته باشد یک درجه سختی دارد.
برای تعیین سریع سختی آب در آلمان، از قرص‌های آماده شده برای این کار استفاده می‌شود. در یک لوله آزمایش مخصوص و مدرج آب مورد آزمایش را تا خط نشان لوله پر می‌نمایند و به‌وسیله معرفی که همراه بسته قرصهاست رنگ این آب را قرمز می‌کنند و آنگاه آنقدر از این قرصها در آن می‌اندازند تا رنگ آب سبز گردد. شماره قرص‌های ریخته شده در لوله آزمایش برابر درجه سختی آب می‌باشد. دقت این روش تا نیم درجه است.
پس سختی آب به منظور اضافه شدن قابل توجهی از مقادیر mg.fe.ca است، برای تعیین سریع سختی آب، کارخانه شیمیایی واقع در آلمان قرصهایی ساخته‌است، در یک لوله آزمایش مخصوص و مدرج، همچنین سختی دائم مربوط به دیگر املاح کلسیم و منیزیم مثل نمکهای سولفات‌ها، کلرید یا نیترات آنهاست. درواقع تنها نمکهای کربنات این یونها با جوشاندن ته‌نشین می‌شوند و دیگر نمکهای این یونها مانند نمکهایی با بنیان سولفات، کلرید و نیترات با جوشاندن از محلول خارج نمی‌شوند. این نمکها در لوله‌های دیگهای بخار ایجاد خوردگی می‌کند. برای حذف این گونه‌ها از روشهای شیمیایی استفاده می‌شود.

## اندازه‌گیری
سختی آب با اندازه‌گیری‌های صنعتی و آزمایشگاهی تعیین می‌شود. سختی آب، که هر دو یون‌های Ca+2 و Mg+2 را شامل می‌شود، بر حسب میلی‌گرم بر لیتر mg/L یا در یک میلیون، ppm بیان می‌شود.